# Omphalucha unimoda
Omphalucha unimoda är en fjärilsart som beskrevs av Louis Beethoven Prout 1938. Omphalucha unimoda ingår i släktet Omphalucha och familjen mätare. Inga underarter finns listade i Catalogue of Life.